# ТЕС Гресік
7°9′56″ пд. ш. 112°39′45″ сх. д. / 7.16556° пд. ш. 112.66250° сх. д.
ТЕС Гресік – теплова електростанція на сході індонезійського острова Ява. 
В 1981 році на майданчику станції стали до ладу дві парові турбіни потужністю по 100 МВт, які в 1988-му доповнили ще двома паровими турбінами потужністю по 200 МВт. 
У 1992 – 1993 роках станцію підсилили за рахунок трьох однотипних блоків комбінованого парогазового циклу потужністю по 526 МВт, в кожному з яких три газові турбіни по 112,5 МВт живлять через котли-утилізатори одну парову турбіну з показником 188,9 МВт.
Нарешті, в 1993-му ТЕС отримала дві встановлені на роботу у відкритому циклі газові турбіни потужністю по 20 МВт.
Конденсаційні блоки станції спорудили з розрахунку на споживання нафти, тоді як будівництво парогазової черги відбувалось у єдиному комплексі з початком розробки офшорних родовищ, звідки на схід Яви по трубопроводам Поленг – Гресік та Східнояванському почав надходити природний газ (наприкінці 2010-х їх можливості були підсилені за рахунок газопроводу Гресік – Семаранг). З 2016-го станція може використовувати як пікове сховище розташований поруч завод стисненого газу Гресік, що дозволяє додатково вводити в роботу 300 МВт генеруючих потужностей.
Для охолодження використовують морську воду.
Видача продукції відбувається по ЛЕП, розрахованим на роботу під напругою 500 кВ та 150 кВ.